# Полозов, Вячеслав Михайлович
Вячеслав Михайлович Рощин Полозов (англ. Vyacheslav Michailovich Polozov; род. 1 января 1950) — советский оперный певец, лирико-драматический тенор.
Лауреат всесоюзных и международных конкурсов. Заслуженный артист Белорусской ССР (1986).
«Невозвращенец» в СССР, оставшийся в Японии во время международного конкурса Мадам Баттерфляй памяти Миуры Тамаки в 1986 году.
Пел в ведущих оперных театрах мира. Его обширный репертуар включает разнообразный спектр ролей от бельканто и веризма до драматизма.

## Биография
Родился 1 января 1950 года в городе Жданове, (ныне Мариуполь), на улице Подгорная 9, Украинской ССР, в семье железнодорожников.
С 1967 года по 1970 годы Вячеслав учился в Донецком музыкальном училище. Уже во время учёбы, работая артистом миманса, исполнил несколько небольших ролей на сцене Донецкого театра оперы и балета. С 1970 по 1972 годы служил в рядах Советской армии в Краснознамённом ансамбле песни и пляски Киевского военного округа, ныне Заслуженный академический Ансамбль песни и танца Вооружённых Сил Украины. В 1973—1978 годах продолжил своё образование в Киевской консерватории (класс Н. К. Куклиной), ныне Национальная музыкальная академия Украины имени П. И. Чайковского.
Будучи студентом, в Оперной студии при консерватории спел партии Альфреда («Травиата» Дж. Верди),  Ленского и Трике («Евгений Онегин» П. И. Чайковского), Мечика («Разгром» А.А. Николаева), Фредди («Моя прекрасная леди» Ф.Лоу и А.Дж.Лернера), Фауста («Фауст» Ш.Гуно).
В 1977 году, состоялся его профессиональный оперный дебют в роли Альфреда в «Травиате» на сцене Национальной оперы Украины.

## Оперная карьера
В 1978 году Вячеслав Полозов стал ведущим тенором Саратовского академического театра оперы и балета. В 1980 году за роль Лоэнгрина в одноимённой опере Р. Вагнера, был удостоен звания лауреата Всесоюзного конкурса творческой молодежи театров и в этом же году был приглашён солистом Национального театра оперы и балета Белоруссии и, будучи его солистом 1980 по 1986 году постоянно выступает на сцене Большого театра.
В 1983 году Полозов дебютировал в роли Фауста в Литовском национальном театре оперы. В 1984 году дебютировал и гастролировал в болгарском Национальном театре оперы и балета в роли Герцога «Риголетто», Рудольфа «Богема», Пинкертона «Мадам Баттерфляй» в Новосибирском театре оперы и балета. В этом же году впервые выступил на сценах Эстонской национальной оперы и Латвийской национальной оперы. Певец принимает участие во многочисленных правительственных и шефских концертах, выступает с сольными концертами много гастролирует. В январе 1986 года Полозова ждал очередной успех — дебют в миланском театре Ла Скала в роли Пинкертона «Мадам Баттерфляй.

## Невозвращение в СССР
В мае 1986 года — после победы на престижном Международном конкурсе вокалистов „ Мадам Баттерфляй“/Madama Butterly singing competition (Токио, Япония), Вячеслав Полозов стал обладателем Большого Приза. В истории конкурса Мадам Баттерфляй это был единственный случай, когда тенор в роли Пинкертона, стал обладателем Grand Prix. После конкурса, получив интересные творческие приглашения от ведущих театров мира, Вячеслав решил продолжить свою карьеру на западе.
Вячеслав Полозов гастролировал по всему миру, включая Метрополитен-оперу, дебютировав на её сцене в январе 1987 года, в Париже, Гамбурге, Барселоне, Риме, Лионе, Сантьяго, Токио и многих других оперных сценах. Спел почти все ведущие теноровые партии российского, итальянского, немецкого и французского репертуара.

## Семья
- Отец — Полозов, Михаил Семёнович (1919—?), механик,  Металлургический комбината Азовсталь (механик)
- Мать — Людмила Даниловна Рощина (1919—2003), железнодорожница, Металлургический комбинат Азовсталь
- первая жена — Кочуева, Татьяна Ивановна, музыкальный педагог, Донецкое музыкальные училище
- дочь — Елена (род. 1973)
- вторая жена — Леонтьева, Елена Васильевна, пианистка, музыкальный педагог
- сын — Станислав (род. 1977)
- дочь — Наталия (род. 1992)

## Награды
- 1979 — Лауреат Всесоюзного фестиваля творческой молодёжи музыкальных театров — 2-я премия
- 1980 — Лауреат Всесоюзного конкурса вокалистов имени М. И. Глинки, Минск, БССР — 1-я премия.
- 1984 — Лауреат 8-го Международного конкурса оперных певцов, София, Болгария — серебряная медаль.
- 1984 — Премия Ленинского комсомола —  за высокое исполнительское мастерство.
- 1986 — Лауреат Международного конкурса памяти Миуры Тамаки, Токио, Япония — большой приз и титул „Лучший Пинкертон мира“).
- 1986 — Заслуженный артист Белорусской ССР.

## Дискография и Видеография
- 1986 С.Рахманинов — „Алеко“ — Е.Нестеренко, Д.Китаенко, Мелодия
- 1987 М.Мусоргский — „Борис Годунов“ — Р.Раймонди, Г.Вишневская, Н.Гедда, М.Ростропович, Erato
- 1989 Борис Годунов — фильм-опера
- 1988 Дж. Пуччини — „Тоска“ — С.Евстатиева, Р.Брэдшо, Pickwick Records
- 1988 У.Джордано „Андре Шенье“ — А.Милло, Эва Куэлер, Карнеги-холл
- 1990 Дж. Пуччини „Турандот“ — К.Економу, В.Виллароел, Кент Нагану, Ерато
- 1992 Дж. Верди „Трубадур“ — Ш.Свит, Д.Заджик,Р.Саккани
- 1993 М.Мусоргский — „Борис Годунов“ Е.Нестеренко, Д.Китаенко — Берн, Швейцария
- 1994 „КАЛИНКА“ — Русские Народные песни, Орк. Осипова, Н.Калинин, POLEON Classics
- 1996 „НЕЗАЛЕЖНIСТЬ“ — Диск посвящён Независимости Украины — с Заслуженным Ансамблем песни и пляски Вооружённых сил Украины — солист В.Полозов, дирижёр В.Зибров, POLEON Classics.

## Избранные Радио и Телевизионные Трансляции
- 1987 Дж. Пуччини — „Богема“ — Чикаго опера
- 1987 Н.Римский-Корсаков» — «Царская невеста» — Вашингтон опера
- 1988 Дж. Верди «Макбет» — Метрополитен опера
- 1988 А.Понкьелли «Джоконда» — Сан Франциско опера
- 1989 П.Чайковский «Евгений Онегин» Сантьяго, Чили Опера
- 1989 Дж. Пуччини «Мадам Баттерфляй» — Сан Франциско опера
- 1990 Дж. Верди «Дон Карлос» — Колорадо опера
- 1991 Дж. Верди «Аида» — Хьюстон Гранд опера
- 1990 П.Масканьи «Сельская честь» Рим Опера
- 1993 П.Чайковский «Пиковая дама» С.Естатиева, В.Редькин, дир. М.Микельанжело
- 1994 Дж. Верди «Бал Маскарад» — Лос-Анджелес опера
- 1996 Дж. Верди «Сила судьбы» — Барселона опера и др.